# Пфеделбах
Пфеделбах (на немски: Pfedelbach) е град в Баден-Вюртемберг, Германия, с 9156 жители (към 31 декември 2015).
- Дворец Пфеделбах